# Ugerevyen Danmark 31
|  | Denne artikel er oprettet af botten Steenthbot ud fra en ekstern database. Den kan derfor have sproglige fejl eller mangler. Denne skabelon kan fjernes efter kontrol af indholdet. |

Ugerevyen Danmark 31 er en dansk dokumentarisk optagelse fra 1918.

## Handling
1) Soldaterparade - Kongerevyen ved Linaa 6. oktober 1917. 2) Den forulykkede flyver, premiereløjtnant Henning Stockfleth begraves i Randers, 8. oktober 1917. 3) Gadebilleder fra Aalborg. 4) Havnebilleder fra Aalborg / Limfjorden. 5) Kong Christian X på Hovedbanegården og på Østerport Station. 6) Kong Christian X til spejderstævne på Østerbro stadion. 7) Hæren på manøvre i Nordsjælland. Infanteri og hestetrukken artilleri. Kong Christian X er tilstede og overværer en parade. 8) Hærens nye drageballon (observationsballon) afprøves på Amager Fælled. En dukke går ned med faldskærm fra 400 meters højde. Ballonen manøvreres ved håndkraft. 9) Kendte politikere: Grev Mogens Frijs og undervisningsminister Keiser-Nielsen. 10) Dyrehavens ældste bøgetræ fældet. 11) Rigsdagen flytter, flyttevogn fyldes op. 12) Spejdere begynder kartoffeldyrkning. 13) Det store årlige terrænløb i Dyrehaven 17. marts 1918 udgår fra Fortunen. Start og opløb. Kong Christian X kommer ridende til løbet.

## Medvirkende
- Kong Christian X